# محمدحسین جهانبانی
سرتیپ محمدحسین میرزا جهانبانی‌ از فرماندهان ارتش شاهنشاهی ایران و مدتی رئیس شهربانی کل کشور و نیز سرپرست وزارت کشور ایران بود.
وی پسر امیر سیف‌الدین میرزا جهانبانی "مدیر توپخانه" و نوه سیف‌الله میرزا چهل و دومین پسر فتحعلی شاه قاجار بود. مادرش نیز دختر میرزا علی‌نقی‌خان حکیم‌الممالک پزشک مخصوص ناصرالدین شاه بود.
وی پس از اتمام تحصیلات مقدماتی، برای ادامه تحصیل به روسیه رفت و دوره دانشکده افسری را طی نمود و در ۱۳۳۴ قمری به ایران بازگشت و با درجه یاوری در قزاقخانه مشغول به‌کار شد. در ۱۳۰۰ شمسی با همان درجه یاوری و سمت آجودان باشی به لشکر غرب (همدان) انتقال یافت. در ۱۳۰۱ شمسی با درجه سرهنگ دومی، رئیس ستاد لشکر غرب، و در ۱۳۰۴ پس از انتقال به اداره کل امنیه (یا همان ژاندارمری)، رئیس ستاد ژاندارمری شد و بعد از مدتی کوتاه به معاونت و سپس کفالت ژاندارمری کل کشور منصوب گردید. پس از آن فرمانده تیپ مستقل خوزستان و سرانجام فرماندار نظامی کهگیلویه گردید و در خلع سلاح عشایر آن منطقه کوشش زیادی کرد.
پس از مغضوب شدن امان‌اللّه جهانبانی، محمدحسین جهانبانی نیز به یکباره به تهران احضار، ابتدا بازداشت، محاکمه و عاقبت از ارتش اخراج گردید (۱۳۱۷). سپس به وزارت کشور رفت و مدت‌ها مدیرکل انتظامات وزارت کشور بود. در سال ۱۳۲۲ مجدداً به خدمت دعوت شد و درجه سرتیپی گرفت و در دوره دوم نخست‌وزیری سهیلی مدتی کوتاه رئیس شهربانی کل کشور گردید.
او در کودتای ۲۸ مرداد با سرلشکر فضل‌اللّه زاهدی همکاری نزدیک داشت و در زمان زمامداری زاهدی به معاونت و بعداً سرپرستی وزارت کشور منصوب گردید. وی در اردیبهشت ۱۳۳۳ در بازگشت از کنگره هزاره بوعلی سینا و افتتاح آرامگاه وی در همدان طی یک تصادف کشته شد.